# شیخ جابر (زنجان)
شیخ جابر روستایی از توابع بخش مرکزی شهرستان زنجان در استان زنجان ایران است. اهالی روستای شیخ جابر به زبان تاتی تکلم می‌کنند

## جمعیت
این روستا در دهستان قلتوق قرار دارد و براساس سرشماری مرکز آمار ایران در سال ۱۳۸۵، جمعیت آن ۳۱۱ نفر (۶۷خانوار) بوده است.